# Britt Marie Hermes
Britt Marie Hermes (née Deegan ; nacida en 1984) es una ex doctora naturopática estadounidense con licencia que se convirtió en crítica de la naturopatía y la medicina alternativa. Es autora de un blog, Naturopathic Diaries, donde escribe sobre capacitación y práctica como naturópata con licencia y sobre los problemas con los naturópatas como prestadores de servicios de salud.
Los escritos de Hermes tratan de la educación y las prácticas de los naturópatas con licencia en América del Norte, y ella es una notoria opositora de la medicina alternativa. Hermes ha sido calificada como un denunciante alertadora de la profesión naturopática y una "apóstata de la naturopatía".

## Primeros años, educación y carrera.
Hermes nació y creció en California, y en 2002 se graduó de Oak Park High School en el condado de Ventura, California. Hermes ha dicho que se interesó en la medicina natural mientras estaba en la escuela secundaria para tratar su psoriasis, y que "Una mala experiencia con un médico en su adolescencia la empujó a seguir una carrera en medicina naturopática". En 2006, se graduó de la Universidad Estatal de San Diego con una licenciatura en psicología (magna cum laude) y obtuvo la membresía en la sociedad de honor Phi Beta Kappa.
Hermes recibió su grado de Doctor Naturopático (ND) en 2011 en la Universidad de Bastyr en Kenmore, Washington. Primero obtuvo la licencia de médico naturopático en el estado de Washington, donde luego completó un año de residencia en una clínica naturopática en Seattle centrada en pediatría y medicina familiar. Antes de graduarse del programa como ND, Hermes viajó a Ghana y Nicaragua con otros estudiantes de Bastyr para brindar atención naturopática a las comunidades rurales.
Hermes se mudó a Tucson, Arizona, donde ejerció hasta 2014 usando el título de "doctor en medicina naturopática". Allí trabajó en una clínica naturopática ambulatoria. Tenía un número federal de la DEA que le permitía recetar sustancias controladas. Y como parte de su práctica, recetó medicamentos y ordenó pruebas como radiografías, resonancias magnéticas y análisis de sangre.
Después de presenciar tratamientos ilegales y poco éticos en pacientes con cáncer y darse cuenta de que tales prácticas eran comunes en su campo, debido a la mala educación y los bajos estándares profesionales, decidió abandonar la práctica de la naturopatía.
Reportó a su jefe, Michael Uzick, a las autoridades de Arizona por importar y administrar una sustancia no aprobada por la FDA llamada Ukrain a pacientes con cáncer terminal. Uzick recibió una carta de reprimenda de la Junta de Examinadores de Médicos Naturopáticos de Arizona. Hermes caracterizó esta acción disciplinaria como un "castigo simbólico"  y una "palmada en la mano". Informó también que un expresidente de la Asociación Estadounidense de Médicos Naturopáticos le recomendó que no denunciara a Uzick a las autoridades, lo que consolidó su partida de la profesión naturopática.
En 2016 Hermes comenzó a estudiar una maestría en biomedicina en la Universidad de Kiel en Alemania especializada en el microbioma de los mamíferos. En junio de 2017, Hermes era candidata a doctorado en Kiel en genómica evolutiva, estudiando las firmas de la co-adopción entre los microbios que viven en nosotros y nuestro propio genoma.
Hermes fue ganador conjunto del Premio John Maddox 2018, otorgado por Sense about Science. Como "investigadora de carrera temprana, en reconocimiento de su defensa y comunicación escrita sobre medicina basada en evidencia". El juez Colin Blakemore declaró que "la historia de Hermes es una que muestra una valentía excepcional".

## Diarios Naturopáticos

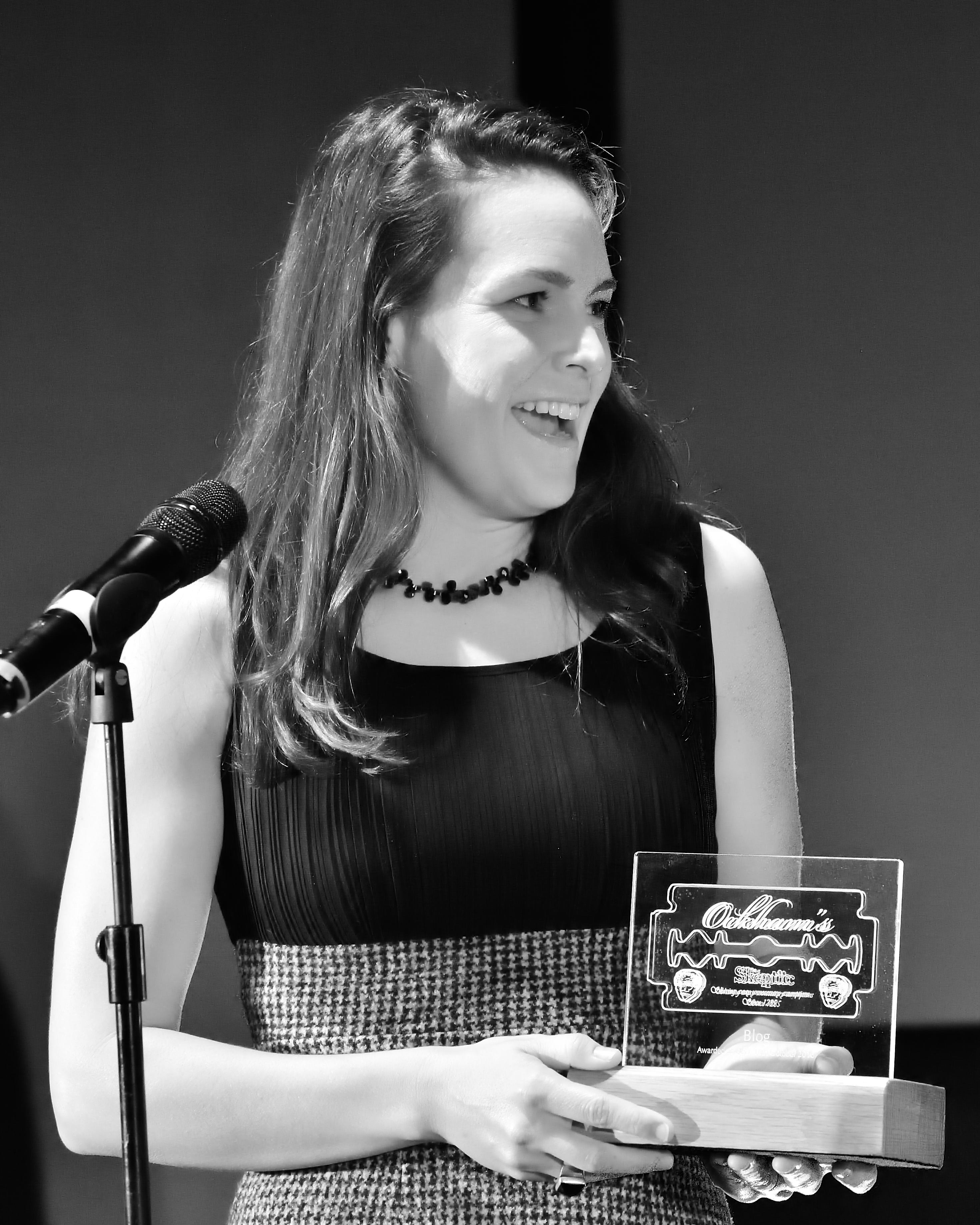
Hermes recibe el Premio Ockham 2016 al Mejor Blog otorgado por la revista "The Skeptic" en QED

En 2015, Hermes comenzó un blog, "Naturopathic Diaries", que está "dirigido a contextualizar la información falsa que prolifera la profesión naturopática". Hermes está preocupada por la falta de consentimiento informado en la práctica de los naturópatas y el fracaso de los naturópatas en emplear la medicina basada en la ciencia. Su blog ofrece una perspectiva interna sobre cómo los naturópatas practican y se capacitan. Naturopathic Diaries recibió el Premio Ockham 2016 al Mejor Blog de la revista The Skeptic.
Hermes ha documentado que las organizaciones naturopáticas hacen afirmaciones engañosas sobre la educación naturopática en comparación con la capacitación de los médicos. Ella sostiene que los programas naturopáticos acreditados no preparan adecuadamente a los estudiantes para convertirse en profesionales médicos competentes. Y argumenta que los naturópatas no son capaces de reconocer condiciones de salud graves y tratarlas de acuerdo con el estándar de atención debido a su capacitación médica inadecuada.
Hermes ha descrito sus experiencias observando a los naturópatas con licencia que frecuentemente diagnostican erróneamente a los pacientes y brindan consejos médicos inapropiados, como aconsejar en contra de las vacunas o tratar el cáncer con métodos alternativos. Ella ha caracterizado los métodos naturopáticos, especialmente los que usan vitaminas y suplementos, como carentes de evidencia científica adecuada y basados en afirmaciones de salud exageradas. Los puntos de vista de Hermes son consistentes y elaboran sobre críticas previas a la educación y práctica naturopática.

## Campaña pública
Hermes cree que los médicos naturópatas están tergiversando su competencia médica ante el público y los legisladores. Ella tiene las siguientes posiciones políticas sobre la regulación de los médicos naturópatas:
- No se debe permitir que los naturópatas utilicen el título de "doctor" o "médico" porque esto induce a error a los pacientes a pensar que los naturópatas tienen una formación médica acorde con la de los médicos que practican la medicina basada en la evidencia.[7][16]
- Se debe prohibir a los naturópatas que den tratamiento a niños.[11][16] Ella destaca el caso de un niño canadiense que murió y cuyos padres enfrentaron cargos penales por no brindarle atención médica adecuada para su mortal meningitis bacteriana, lo cual incluyó buscar tratamiento con un naturópata con licencia en Alberta que le recetó una tintura de equinácea en vez de derivarlos al tratamiento adecuado.[16][18][31]
- No se les debería otorgar licencias médicas a naturópatas y en el caso de los que ya tienen licencia, el alcance de su práctica deben reducirse.[27][29]

Hermes comenzó una petición de Change.org, "Los naturópatas no son médicos", para crear conciencia sobre las deficiencias de la medicina naturopática y la agenda política de la profesión naturopática para obtener la licencia médica en 50 estados de EE. UU. Para 2025 y la participación en el programa Medicare. Los naturópatas, incluida la Asociación Estadounidense de Médicos Naturopáticos, la acusaron de difamación contra la profesión naturopática.
Cuando en una entrevista se le preguntó sobre el daño que podría resultar de creer en la naturopatía, ella respondió:
1. Costo: estos tratamientos pueden ser muy caros, a veces llegando a miles de dólares.
2. Al creer en "magia", los pacientes dejarían de tomar los tratamientos convencionales y esto puede retrasar el tratamiento correcto o evitar por completo que reciban el tratamiento que podría salvarles la vida.[23]

Hablando en CSIcon Las Vegas 2017, Hermes se describió a sí misma como alejada de la realidad con respecto a su educación naturopática, describiendo la enseñanza en las escuelas naturopáticas como pseudociencia.
En otra entrevista en 2018, comentó sobre una de las distinciones entre la medicina naturopática y la medicina basada en la ciencia, afirmando que "cuando vamos a la escuela nturopática, nos dicen que lo que se nos enseña está basado en ciencia o basado en evidencia. Estas son cosas diferentes. Basado en evidencia no significa lo mismo que basado en la ciencia. La homeopatía es un muy buen ejemplo para tratar de diferenciar estos términos. Puede encontrar evidencia, incluso ensayos controlados aleatorizados, que dan la impresión de que la homeopatía podría funcionar. Abrevas de ese cuerpo de investigaciones. Escoges esos estudios ignorando los demás. Ahora tienes una terapia basada en evidencia. Basado en la ciencia significa que en realidad es plausible. La homeopatía no está basada en la ciencia. Es un sinsentido. Rompe las leyes de la física. No es plausible El argumento es que debemos asegurarnos de que algo esté basado en la ciencia antes de pasar a estudiarlo. Debería pasar la prueba de la ciencia primero".
Un blog anónimo fue creado en un intento de descalificar las afirmaciones de Hermes citando estudios de baja calidad realizados por naturópatas en defensa de las prácticas naturopáticas.
Hermes también contribuye con el sitio web "Science-Based Medicine" KevinMD, Science 2.0., y Forbes.

## Demanda judicial
La naturópata estadounidense Colleen Huber presentó una demanda por difamación contra Hermes en Alemania por sus declaraciones sobre tratamientos e investigaciones naturales del cáncer que se publicaron en una publicación del blog acerca de Huber. La demanda fue presentada en Kiel, Alemania, el 17 de septiembre de 2017.
El grupo de escépticos australianos "Australian Skeptics" organizó una campaña de recaudación de fondos para ayudar a Hermes en su defensa. La campaña alcanzó su objetivo inicial de A$80,000 en los primeros 9 días. En una entrevista en el Podcast de escépticos europeos "European Skeptics Podcast", el presidente de "Australian Skeptics" Eran Segev habló positivamente sobre la campaña de recaudación de fondos diciendo que "la comunidad escéptica se une detrás de las personas". Hemos visto esto con Ken Harvey. Lo estamos viendo de nuevo ahora".
El 3 de junio de 2019, Hermes anunció en Naturopathic Diaries que "el 24 de mayo de 2019, el Tribunal de Distrito (Landgericht) de Kiel, Alemania, falló contra la charlatana naturópata de cáncer Colleen Huber en una demanda por difamación que ella presentó contra mí". Hermes también dijo que Huber podría apelar hasta principios de julio de 2019, "lo cual yo combatiré celosamente".